# قريضة (الصومعة)

تعديل مصدري - تعديل

قريضة هي إحدى قرى عزلة ال اليحوي بمديرية الصومعة التابعة لمحافظة البيضاء، بلغ تعداد سكانها 622 نسمة حسب تعداد اليمن لعام 2004.